# Louise Glück
Louise Elisabeth Glück (ur. 22 kwietnia 1943 w Nowym Jorku, zm. 13 października 2023 w Cambridge) – amerykańska poetka i eseistka. Laureatka Nagrody Pulitzera w dziedzinie poezji w roku 1993, Nagrody Bollingena w roku 2001, amerykańskiej National Book Award w roku 2014 oraz Nagrody Nobla w dziedzinie literatury w roku 2020.
Od września 2004 roku do 2023 roku writer in residence i wykładowczyni na Yale University.

## Życiorys
Urodziła się w Nowym Jorku i wychowała na Long Island jako druga z trzech córek Daniela i Beatrice (z domu Grosby). Matka Glück miała rosyjsko-żydowskie pochodzenie, a jej dziadkowie ze strony ojca, węgierscy Żydzi, wyemigrowali do Stanów Zjednoczonych, gdzie ostatecznie byli właścicielami sklepu spożywczego w Nowym Jorku. Jej ojciec był przedsiębiorcą, matka zajmowała się domem. Przed jej urodzeniem zmarła jej starsza siostra, której brak był odczuwalny dla przyszłej noblistki.
Uczęszczała do Sarah Lawrence College, a następnie w latach 1963–1965 na nowojorski Uniwersytet Columbia. Dwukrotnie zamężna: z Charlesem Hertzem (1967) oraz Johnem Dracowem (1977), oba małżeństwa zakończyły się rozwodami.
Jej debiutanckim tomem poetyckim był Firstborn z 1968 roku, w którym użyła wielu person wypowiadających się w pierwszej osobie.

## Twórczość
Glück jest autorką wielu książek poetyckich. Jej prace były wielokrotnie doceniane przez krytyków, obok Nagrody Pulitzera w dziedzinie poezji (1993), Nagrody Bollingena (2001) i amerykańskiej National Book Award (2014) otrzymała m.in. nagrodę książkową Los Angeles Timesa (2012) oraz Nagrodę Tranströmera (2020).
Wiersze Glück rzadko zawierają rymy, wiele z nich opiera się na powtórzeniach, dominuje tryb pierwszoosobowy. Tematyka poezji Glück często inspirowana jest wydarzeniami z jej życia osobistego. Poetka koncentruje się na traumie, wielokrotnie pisała o śmierci, stracie, odrzuceniu, niepowodzeniach w związkach oraz próbach uzdrowienia i odnowy.
Na język polski poezję Louise Glück przekładała Julia Hartwig – trzy wiersze (Eros, Czas i Baśń) znalazły się w tomie pt. Dzikie brzoskwinie. Antologia poetek amerykańskich, a także Natalia Malek, jednakże znaczna część twórczości poetki nie jest dostępna w języku polskim.

## Publikacje

### Zbiory poetyckie
- Firstborn (The New American Library, 1968)
- The House on Marshland (The Ecco Press, 1975) ISBN 978-0912946184
- Descending Figure (The Ecco Press, 1980) ISBN 978-0912946719
- The Triumph of Achilles (The Ecco Press, 1985) ISBN 978-0880010818
- Ararat (The Ecco Press, 1990) ISBN 978-0880012478 (wyd. polskie: Ararat, a5, 2021, tłum. Krystyna Dąbrowska)
- The Wild Iris (The Ecco Press, 1992) ISBN 978-0880012812 (wyd. polskie: Dziki irys, a5, 2024, tłum. Krystyna Dąbrowska)
- The First Four Books of Poems (The Ecco Press, 1995) ISBN 978-0880014212
- Meadowlands (The Ecco Press, 1997) ISBN 978-0880014526
- Vita Nova (The Ecco Press, 1999) ISBN 978-0880016346
- The Seven Ages (The Ecco Press, 2001) ISBN 978-0060185268
- Averno (Farrar, Strauss and Giroux, 2006) ISBN 978-0374107420
- A Village Life (Farrar, Strauss and Giroux, 2009) ISBN 978-0374283742
- Poems: 1962-2012 (Farrar, Strauss and Giroux, 2012) ISBN 978-0374126087
- Faithful and Virtuous Night (Farrar, Strauss and Giroux, 2014) ISBN 978-0374152017
- Winter Recipes from the Collective (Farrar, Straus and Giroux, 2021) ISBN 978-0-374-60410-3 (wyd. polskie: Zimowe przepisy naszej wspólnoty, a5, 2022, tłum. Krystyna Dąbrowska)

### Wydania broszurowe
- The Garden (Antaeus Editions, 1976)
- October (Sarabande Books, 2004) ISBN 978-1932511000.

### Zbiory prozy
- Proofs and Theories: Essays on Poetry (The Ecco Press, 1994) ISBN 978-0880014427.
- American Originality: Essays on Poetry (Farrar, Strauss and Giroux, 2017) ISBN 978-0374299552.